# Шамбли (канал)
Шамбли́ (фр. Canal de Chambly, Lieu historique national du Canada du Canal-de-Chambly, англ. Chambly Canal, Chambly Canal National Historic Site of Canada) — канал на юге провинции Квебек в Канаде. Заложен в 1831 году. Открыт в 1843 году. 17 мая 1929 года включён в регистр Национальных исторических достопримечательностей Канады (англ. National Historic Sites of Canada). Канал проходит вдоль порожистого участка русла реки Ришельё (англ. Chambly Rapids) между озером Бассен-де-Шамбли и городом Сен-Жан-сюр-Ришелье.
Длина канала составляет 19,31 км. На канале устроено 9 шлюзов и 7 разводных мостов. Перепад высот — 24 метра. Максимальная разрешенная скорость движения судов по каналу ограничена 10 км/ч. Примерное время прохода по каналу — 3–5 часов. 
Проект канала разработал инженер Уильям Р. Хопкинс. Канал строился 12 лет с 1831 по 1843 год, как коммерческий маршрут, и в дальнейшем неоднократно корректировался: 1848–1860, 1869–1880 и 1880–1895 годы. После передачи канала в ведение правительственного учреждения «Парки Канады», он был постепенно реставрирован и переоборудован (в 1977–1980 годы и 1990 году) под рекреационное использование.